# Giải thưởng Điện ảnh Hồng Kông lần thứ 23
Giải thưởng Điện ảnh Hồng Kông lần thứ 23 được tổ chức ngày 4 tháng 4 năm 2004 tại Trung tâm văn hóa Hồng Kông, Hồng Kông. Dẫn chương trình là nam nghệ sĩ Huỳnh Tử Hoa cùng 9 nữ nghệ sĩ, trong đó có Tăng Bảo Nghi, Chu Nhân, Ứng Thải Nhi, Hà Siêu Nghi và Thái Thiếu Phân.

## Danh sách các đề cử và giải thưởng
| Phim hay nhất                                        | Phim hay nhất                    | Phim hay nhất |
| Phim                                                 | Tên tiếng Anh                    |               |
| ---------------------------------------------------- | -------------------------------- | ------------- |
| Đại hòa thượng (大隻佬)                              | Running On Karma                 |               |
| PTU                                                  | PTU                              |               |
| Vô gian đạo II (無間道II)                            | Infernal Affairs II              |               |
| Vô gian đạo III (無間道III)                          | Infernal Affairs III             |               |
| Vong bất liễu (忘不了)                               | Lost In Time                     |               |
| Đạo diễn xuất sắc nhất                               |                                  |               |
| Đạo diễn                                             | Phim                             |               |
| Đỗ Kỳ Phong                                          | PTU                              |               |
| Nhĩ Đông Thăng                                       | Vong bất liễu                    |               |
| Đỗ Kỳ Phong Vi Gia Huy                               | Đại hòa thượng                   |               |
| Lưu Vĩ Cường Mạch Triệu Huy                          | Vô gian đạo II                   |               |
| Trần Mộc Thắng                                       | Song hùng                        |               |
| Kịch bản hay nhất                                    |                                  |               |
| Biên kịch                                            | Phim                             |               |
| Vi Gia Huy Du Nãi Hải Âu Kiện Nhi Diệp Thiên Thành   | Đại hòa thượng                   |               |
| Mạch Triệu Huy Trang Văn Cường                       | Vô gian đạo II                   |               |
| Mạch Triệu Huy Trang Văn Cường                       | Vô gian đạo III                  |               |
| Du Nãi Hải Âu Kiện Nhi                               | PTU                              |               |
| Nguyễn Thế Sinh Phương Tình                          | Vong bất liễu                    |               |
| Nam diễn viên chính xuất sắc nhất                    |                                  |               |
| Diễn viên                                            | Phim                             |               |
| Lưu Đức Hoa                                          | Đại hòa thượng                   |               |
| Lưu Thanh Vân                                        | Vong bất liễu                    |               |
| Trương Học Hữu                                       | Kim kê 2                         |               |
| Ngô Trấn Vũ                                          | Vô gian đạo II                   |               |
| Nhậm Đạt Hoa                                         | PTU                              |               |
| Nữ diễn viên chính xuất sắc nhất                     |                                  |               |
| Diễn viên                                            | Phim                             |               |
| Trương Bá Chi                                        | Vong bất liễu                    |               |
| Trương Bá Chi                                        | Đại hòa thượng                   |               |
| Lâm Gia Hân                                          | Luyến chi phong cảnh             |               |
| Lưu Gia Linh                                         | Vô gian đạo II                   |               |
| Ngô Quân Như                                         | Kim kê 2                         |               |
| Nam diễn viên phụ xuất sắc nhất                      |                                  |               |
| Diễn viên                                            | Phim                             |               |
| Lương Gia Huy                                        | Đại trượng phu                   |               |
| Đỗ Vấn Trạch                                         | Vô gian đạo II                   |               |
| Liêu Khải Trí                                        | Vô gian đạo II                   |               |
| Trương Triệu Huy                                     | Đại hòa thượng                   |               |
| Trịnh Trung Cơ                                       | Hành vận siêu nhân               |               |
| Nữ diễn viên phụ xuất sắc nhất                       |                                  |               |
| Diễn viên                                            | Phim                             |               |
| Hà Siêu Nghi                                         | Hào tình                         |               |
| Lư Xảo Âm                                            | Lục lâu hậu tọa                  |               |
| Bảo Khởi Tĩnh                                        | Vong bất liễu                    |               |
| Hà Siêu Nghi                                         | Thiên cơ biến                    |               |
| Thiệu Mỹ Kỳ                                          | PTU                              |               |
| Diễn viên mới xuất sắc nhất                          |                                  |               |
| Diễn viên                                            | Phim                             |               |
| An Chí Kiệt                                          | Thiếu niên a hổ                  |               |
| Ngô Kiến Hào                                         | Thiếu niên a hổ                  |               |
| Phổ Bồ                                               | Tầm hoa Chu Kiệt Luân            |               |
| Tiêu Chính Nam                                       | Lục lâu hậu tọa                  |               |
| Trương Mãn Nguyên                                    | PTU                              |               |
| Chỉ đạo hành động xuất sắc nhất                      |                                  |               |
| Chỉ đạo                                              | Phim                             |               |
| Chân Tử Đan                                          | Thiên cơ biến                    |               |
| Hồng Kim Bảo                                         | Phi tái sinh                     |               |
| Đổng Vĩ                                              | Song hùng                        |               |
| Tiền Gia Lạc                                         | Thiếu niên a hổ                  |               |
| Nguyên Bân                                           | Đại hòa thượng                   |               |
| Giải đặc biệt                                        |                                  |               |
| Nội dung                                             | Người nhận giải                  |               |
| Giải Thành tựu trọn đời                              | Mai Diễm Phương Trương Quốc Vinh |               |
| Giải Cống hiến                                       | Lương Triều Vỹ Lưu Đức Hoa       |               |
| Phim châu Á xuất sắc nhất                            |                                  |               |
| Phim                                                 | Đạo diễn - Quốc gia              |               |
| Tasogare Seibei (たそがれ清兵衛)                     | Yamada Yoji · Nhật Bản           |               |
| Balzac và cô bé thợ may Trung Hoa (巴尔扎克与小裁缝) | Đới Tư Kiệt · Trung Quốc         |               |
| Lam sắc đại môn (藍色大門)                           | Dịch Trí Ngôn · Đài Loan         |               |
| Hòa nễ tại nhất khởi (和你在一起)                    | Trần Khải Ca · Trung Quốc        |               |
| Cổ điển (클래식)                                     | Kwak Jae-yong · Hàn Quốc         |               |